# اندیس سنگ تزئینی زیاران
سنگ تزئینی زیاران یک اندیس مصالح ساختمانی است که در  استان قزوین قرار دارد و مادهٔ معدنی موجود در آن، سنگ تزئینی است.سنگ میزبان این اندیس توفهای سبز کرج است و دیرینگی آن به دوران ائوسن می‌رسد.